# Oscar Edvard Westin
Oscar Edvard Westin, oftast O.E. Westin, född 5 april 1848 i Stockholm, död 26 augusti 1930, var en svensk ingenjör, professor i maskinteknik vid Kungliga Tekniska högskolan i Stockholm och en flitig skribent. Vattenturbiner ("vattenmotorer") och ventilation var hans specialiteter. Han var även sångare. Han gifte sig 1878 med Maria Lovisa (Lisen) Nilsson.
O.E. Westin var 1864–1868 elev vid Slöjdskolan i Stockholm och bedrev 1869–1872 verkstadspraktik. Han blev student 1872 och utexaminerades 1875 från mekaniska avdelningen vid Teknologiska Institutet, föregångaren till KTH. 1875 var han anställd hos ingenjör Carl Hammar i Stockholm. Samtidigt med praktisk verksamhet som konsulterande ingenjör vid olika mekaniska verkstäder sedan 1875 undervisade han vid Teknologiska Institutet 1874–1877 som assistent, 1877–1897 som lektor i mekanik och maskinlära och 1897–1913 som professor i bergsmekanik och läran om vattenmotorer. Han var föreståndare för KTH:s fackskola/fackavdelning för maskinbyggnadskonst och mekanisk teknologi 1900-1913. Därutöver var han åren 1876–1884 lärare i ångmaskinslära för lokomotivförareelever vid Navigationsskolan i Stockholm och 1878-1898 lärare i tillämpad mekanik vid Artilleri- och ingenjörhögskolan.
Från 1892 var han styrelseledamot i AB Stockholms Bryggerier och från 1896 i Sankt Eriks Bryggeri AB. Han var ledamot av torvkolskommittén 1893–1894. Åren 1905–1913 var han ordförande i Hammars glasbruksaktiebolag.
På världsutställningen 1878 i Paris fick han en silvermedalj för en järnkonstruktion och apparat för byggnadsuppvärmning och ventilation. Han gjorde studieresor 1881 till Danmark, Tyskland, Österrike, Schweiz och England samt 1881 till USA. Han blev 1893 Riddare av Vasaorden och 1905 Riddare av Nordstjärneorden. Han bidrog till Nordisk familjebok med signaturen O.E.W.
Efter pensioneringen gav han sig även tid att granska den moderna fysiken, och har beskrivits som en motståndare till Einstein, inspirerad av Arvid Reuterdahl. Han protesterade mot att Einstein skulle få Nobelpriset, bland annat i en debattartikel "Einstein blifvande Nobelpristagare?" i Nya Dagligt Allehanda den 22 oktober 1922. Till Nobelkommittén framförde han Reuterdahls anklagelser om plagiarism.
Makarna Westin är begravda på Norra begravningsplatsen utanför Stockholm.

## Skrifter
- Om turbiner utan ledskenor (1877)
- Försök över vattenkraftens tillgodogörande (1878)
- Försök över ventilationen vid Sabbatsbergs sjukhus (1880)
- Anordning för ventilation och uppvärmning av byggnader (1881)
- Om luftvexlingsanordningarna inom hufvudstadens skolor (1882), tillsammans med Ernst Almquist.
- Om luftväxling i bostäder (1882)
- Grunddrag av hållfasthetsläran (1888)
- Teori för friktionen med afseende å dess tillämpning på maskiner för höjning och sänkning af tyngder (1890)
- Definitioner och satser ur dynamiken (1891)
- Provning av brännmaterial (1891)
- Åtgärder mot rök från ångpannor (1891)
- Kinematikens element (1892)
- Om kraftmaskiner (1892)
- Utlåtande rörande förslag till vindsmaskineri för den nya operabyggnaden jemte i fråga satta ändringar deri (1895)
- Om den tillämpade ångpannekontrollen (1895)
- Om ångpannor och ångmaskiner (1896)
- Orsakerna till användningen i Sverige av utländska vattenmotorer (1899)
- Om turbinteoriens grundprinciper och några af dess hufvudsakligaste resultat (1900)
- Om masugnsgasens motoriska användning (1900)
- Nyare inom bergshanteringen använda maskiner (1904)
- Om fördelar och olägenheter af i Sverige använda luftkompresser för bergshandteringen (1906)
- Om en turbintyps specifika omloppstal (1906). Aftryck ur "Bihang till Jern-kontorets annaler" för år 1906.
- P. M. beträffande utförandet af maskinritningar (1907)
- Vattenmotorer (1908)
- Realitäten, Abstraktionen, Fingierungen, und Fiktionen in der theoretischen Mechanik (1911)
- Är termen "imaginär" nödvändig? (1915)
- Grafisk räkning med komplexa tal (1918)
- Einsteins relativitetsteori : En elementär granskning (1921)
- Några anmärkningar beträffande C.W. Oseens avhandling "Omkring relativitetsteorien" (1922)
- Mechanical questions (1922)